# Brugmansia suaveolens
 (octobre 2021).
Si vous disposez d'ouvrages ou d'articles de référence ou si vous connaissez des sites web de qualité traitant du thème abordé ici, merci de compléter l'article en donnant les références utiles à sa vérifiabilité et en les liant à la section « Notes et références ».
Espèce
Synonymes
- Brugmansia albidoflava (Lem.) Verschaff. ex Bosse[1]
- Brugmansia suaveolens (Humb. & Bonpl. ex Willd.) Bercht. & C. Presl[1]
- Datura albidoflava Lem.[1]
- Datura gardneri Hook.[1]
- Datura suaveolens Humb. & Bonpl. ex Willd.[1] [2]
- Pseudodatura suaveolens Zijp[1]
- Stramonium arboreum Moench[1]

Brugmansia suaveolens est une espèce d'arbustes de la famille des Solanaceae, originaire du Sud-Est du Brésil et que l'on croyait éteinte à l'état sauvage. Comme d'autres espèces de Brugmansia, cette espèce a été introduite en dehors de son aire de répartition d'origine. C'est un arbuste ou un petit arbre tendre avec de grandes feuilles semi-persistantes et des fleurs en forme de trompette, de couleur jaune ou blanche et parfumées.

## Description
Brugmansia suaveolens est un arbuste ou un petit arbre semi-ligneux, atteignant 3 à 5 m de hauteur, souvent avec un tronc à plusieurs branches. Les feuilles sont ovales, jusqu'à 25 cm de longueur et 15 cm de largeur, voire plus grandes lorsque la plante est à l'ombre. Les fleurs, en forme de trompettes d'environ 24 à 32 cm de long, sont remarquablement belles et délicatement parfumées. Le corps de la corolle est légèrement recourbé en cinq points principaux, mais les pics mêmes des vraies espèces sont toujours incurvés vers l'extérieur, jamais en arrière, et ces pics sont courts, seulement 1 à 2,5 cm de long. Les fleurs sont généralement blanches mais peuvent être jaunes ou roses et pendent vers le bas, de complètement pendantes à presque horizontales.
L'épithète spécifique latine suaveolens signifie « avec un doux parfum ».

## Taxonomie
Découvert pour la première fois par Alexander von Humboldt et Aimé Bonpland, l'espèce Brugmansia suaveolens a été formellement décrite et publiée pour la première fois par Carl Ludwig Willdenow en 1809 sous le nom de Datura suaveolens. En 1823, Friedrich von Berchtold et Jan Presl la range sous le genre Brugmansia sous le taxon Brugmansia suaveolens.

### Noms vernaculaires
La plante est appelée trompette du jugement dernier à La Réunion.
Elle est également connue comme trompette ange blanc du Brésil, larmes d'ange et trompette d'ange de neige.
D'autres noms locaux incluent Maikoa, Huanduc, Maikiua, Tompeta del jucio, Tsuaak, Toe, Wahashupa, Peji, Bikut, Ohuetagi, Ain-vai, Baikua, Canachiari et Ishauna.
Il existe des milliers d'hybrides de Brugmansia cultivés, et la majorité d'entre eux sont issus Brugmansia suaveolens. Parmi les cultivars les plus populaires on trouve 'Dr. Seuss', 'Frosty Pink' et 'Charles Grimaldi'.

## Distribution et habitat
L'espèce Brugmansia suaveolens était à l'origine endémique des forêts tropicales humides côtières du Sud-Est du Brésil, où elle pousse en dessous de 1 000 m d'altitude, le long des berges de rivières et en lisières de forêts où la température est chaude, l'humidité élevée avec de fortes précipitations.
Désormais, du fait de sa propagation par l'Homme, on peut la rencontrer dans des zones résidentielles dans une grande partie de l'Amérique du Sud mais aussi parfois en Amérique centrale, au Mexique, en Californie, en Grèce voire dans certaines parties de la Floride. Elle est considérée comme invasive en Nouvelle-Calédonie.

## Écologie
Parfumées le soir pour attirer les papillons pollinisateurs, les fleurs pendent à moitié fermées pendant la journée, mais reviennent à leur apogée le soir. Le jeune plant de Brugmansia suaveolens pousse généralement une seule tige jusqu'à ce qu'il forme une première fourche à 80-150 cm de hauteur. Il ne fleurit qu'après avoir atteint cette fourche, et seulement au-dessus de celle-ci. Ainsi les boutures prélevées dans la partie basse de la plante doivent atteindre cette hauteur pour fleurir, dès lors que les boutures prélevées au-dessus pourront fleurir à une hauteur beaucoup plus basse.

## Utilisation
Des extraits de fleurs de la plante ont montré une activité analgésique chez la souris. Cette activité est peut être liée en partie aux récepteurs des benzodiazépines.
Brugmansia suaveolens est inclus dans la liste des plantes à faible inflammabilité du service d'incendie de Tasmanie, indiquant qu'elle convient à la croissance dans une zone de protection des bâtiments. Les fleurs et les graines sont aussi traditionnellement utilisées à Rio Grande do Sul, dans le sud du Brésil, mélangées à de l'eau et ingérées pour son effet analgésique.
De nombreuses cultures d'Amérique du Sud utilisent rituellement Brugmansia suaveolens. Les Ingano et les Siona de la région du Putumayo l'utilisent tous deux comme enthéogène. Elle est également utilisée par certaines tribus amazoniennes comme adjuvant pour augmenter la puissance de l'Ayahuasca. Dans certains pays d'Amérique du Sud, on sait qu'elle est parfois ajoutée aux infusions d'ayahuasca par des sorciers malveillants ou de mauvais chamans qui souhaitent profiter des touristes sans méfiance. Les vrais chamans croient que l'un des buts de cela est de "voler son énergie et/ou son pouvoir", dont ils pensent que chaque personne a un stock limité.

## Culture
Les Brugmansia sont cultivées comme plantes ornementales à l'extérieur toute l'année lorsque les températures ne descendent pas en dessous de 5 °C. Comme d'autres plantes à grandes feuilles et à croissance rapide, elle préfère les zones abritées du vent et du soleil direct de l'après-midi. Elle aime les sols riches en matière organique, les arrosages fréquents et les engrais riches lorsqu'elle est en pleine croissance.
Elle se multiplie par bouturage des parties ligneuses et feuillues. Dans les climats nordiques, elle est souvent cultivée dans de grands conteneurs et hivernée dans des garages ou des sous-sols à l'abri du gel, ou conservée dans une véranda ensoleillée.
Au Royaume-Uni cette plante a remporté le Award of Garden Merit décerné par la Royal Horticultural Society.

## Toxicité
Toutes les parties de Brugmansia suaveolens sont toxiques, et les graines et les feuilles sont particulièrement dangereuses. Comme d'autres espèces de Brugmansia, Brugmansia suaveolens est riche en scopolamine, hyoscyamine, atropine ainsi que plusieurs autres alcaloïdes tropaniques. L'ingestion peut entrainer des effets tels que la paralysie des muscles lisses, de la confusion, des délires, de la tachycardie, une bouche sèche, de la constipation, des hallucinations visuelles et auditives, de la mydriase, de la cycloplégie à début rapide et la mort.

## Étymologie
Son épithète spécifique, du latin suaveolens, « avec un doux parfum», fait référence à l'odeur de sa fleur.